# 戦後補償を考える議員連盟
戦後補償を考える議員連盟（せんごほしょうをかんがえるぎいんれんめい）は、戦後補償関連の法制化を推進するため、民主党の議員連盟。

## 活動
- 7月17日～24日、ドイツ・ベルリンに外遊し、外務副大臣のコルネリア・ピーパーや財務省戦後補償の担当官などの政府関係者、国会議員、政府と企業で出資設立された「記憶・責任・未来」財団との意見交換。強制収容所やユダヤ博物館などの施設を視察。
- 2010年12月6日～9日　韓国・ソウルに外遊し、東北アジア歴史財団、真相究明委員会、国会議員、被害当事者、遺族、駐韓日本大使、白喜英女性家族部長官と連盟会員8名が意見交換。西大門刑務所跡、慰安婦、強制連行に関わる施設などを視察[1]。
- 2013 年10月23日に「未来に向けて『戦後補償』を考える議員連盟」の総会が一時間あった。このようなテーマに関わる議員が少なくなり、江田五月参議院議員は就いた。前・元議員と数人の現職議員で合計10人ほど出席した[2]。
- 2013年11月8日 韓国大使の李駐日を未来を考える戦後補償議員連盟として訪問[3]。
- 2013年12月18日から20日にかけて訪韓。江田五月が団長を務め、11名の団員には議員では江田の他に副団長として神本美恵子、藤谷光信、岡崎トミ子、石毛鍈子、大河原雅子、小林千代美が含まれている。訪韓団と面談した女性家族部の趙允旋長官は、「日本国内の前後の問題への関心を持って活動をしていただく日本の議員の方がいて、日本軍慰安婦問題など過去の問題の解決に期待感を持つことができそうだ」と述べた。江田は「慰安婦問題が悪化されるのに対し、心痛く思います。橋下徹大阪市長は、河野談話が根拠が無いとしたが、河野談話や村山談話は、その根拠があると思う」との見方を提示した。神本美恵子は「慰安婦問題は、過去ではなく、現在の問題と長官の認識に共感する。日本国内での紛争であり、性暴力の解決行動課題に慰安婦問題を含んでいうと努力している」と述べ、岡崎トミ子は、「2002年、日本軍慰安婦問題解決のための法案を作成した後、合計8回国会に提出した。満足のいくものではない、一度法案が通過することを期待していたが、まだ通過されなかった。昨日も挺対協のハルモニと会ったハルモニの願いを込めて法案が通過できるように努力する」と述べた[4][5][6]。

## 構成
2013年の訪韓団
- 団長 江田五月議連会長 参議院議員 （元参議院議長、民主党最高顧問）
- 副団長 神本美恵子議連事務局長 参議院議員
- 藤谷光信 戦後補償議連 顧問（前会長）前参議院議員
- 岡崎トミ子 戦後補償議連 顧問（初代会長）前参議院議員
- 石毛鍈子 戦後補償議連 副事務局長 前衆議院議員
- 大河原雅子 戦後補償議連 幹事 前参議院議員
- 小林千代美 戦後補償議連 幹事 元衆議院議員
- 有光健 戦後補償議連 アドバイザー（戦後補償ネットワーク世話人代表
- 江田洋一 江田五月議員秘書
- 大塚照代 神本美恵子議員秘書
- 塩田三恵子 大河原雅子前参議院議員秘書             （合計 11名）

- 会長 - （空席）
- 副会長 - （空席）
- 幹事長 -（空席）
- 幹事 - （空席）
- 役員 - 近藤昭一、藤田幸久[7]
- 事務局長 - 神本美恵子
- 副事務局長 - 初鹿明博
- アドバイザー - 有光健

## 現職で所属し熱心に活動していた議員
- 石毛鍈子（事務局長・2012年に議員引退したが2013年の訪韓参加）
- 今野東（幹事長・2012年に落選、2013年に死亡）
- 藤谷光信（幹事・2013年に議員引退したが2013年の訪韓参加）
- 岡崎トミ子（会長・2013年に落選したが2013年の訪韓参加）
- 小林千代美（幹事・元衆議院議員だが2013年の訪韓参加）
- 江田五月（会長・2016年に議員引退する前2013年の三回目の訪韓団の団長を務めていた）